# NGC 2762
NGC 2762 é uma galáxia espiral (S) localizada na direcção da constelação de Ursa Major. Possui uma declinação de +50° 25' 06" e uma ascensão recta de 9 horas, 09 minutos e 54,4 segundos.
A galáxia NGC 2762 foi descoberta em 26 de Fevereiro de 1851 por William Parsons.